# Futbola Klubs Apgaisnes Tehnika
Il Futbola Klubs Apgaisnes Tehnika, storicamente noto come Energija e ESR Riga, è stata una società calcistica lettone di Riga.

## Storia
Il club fu fondato negli anni sessanta con il nome di ESR Riga; vinse con questa denominazione due campionati sovietici lettoni consecutivi, nel 1966 e nel 1967.
Nel 1968 fu rinominato Energija: con questa denominazione rimase ai vertici del campionato lettone, finendo più volte nelle prime tre posizioni e vincendo altri due campionati consecutivi (1976 e 1977) oltre ad una Coppa Lettone (1982)
Nel 1987, fu rinominato Gaismas Tehnika, mentre l'anno dopo divenne Apgaismes Tehnika. Con questa nuova denominazione arrivò fino alla finale di Coppa nel 1990, per altro persa. L'anno successivo, ultimo prima dell'indipendenza lettone, chiuse 18° retrocedendo nella neonata 1. Līga; chiuse la sua storia come formazione riserve del Decemviri, storicamente noto come Jūrnieks.

## Palmarès
- Campionato sovietico lettone: 4

1966, 1967, 1976, 1977
- Coppa Lettone Sovietica: 1

1982